# Snøde
Snøde är en tätort i Langelands kommun i Region Syddanmark i Danmark. Tätorten har 256 invånare (2024). Den ligger på ön Langeland, cirka 20,5 kilometer nordost om Rudkøbing.